# Fußball-Oberliga 1989/90
Die Saison 1989/90 der Oberliga war die 16. Saison der Oberliga als dritthöchste Spielklasse im Fußball in Deutschland nach der Einführung der zweigleisigen – später eingleisigen – 2. Fußball-Bundesliga zur Saison 1974/75.

## Oberligen
- Oberliga Baden-Württemberg 1989/90
- Bayernliga 1989/90
- Oberliga Berlin 1989/90
- Oberliga Hessen 1989/90
- Oberliga Nord 1989/90
- Oberliga Nordrhein 1989/90
- Oberliga Südwest 1989/90
- Oberliga Westfalen 1989/90

## Aufstieg zur 2. Bundesliga
In den zwei Aufstiegsrunden gelangen dem VfB Oldenburg und dem 1. FSV Mainz 05 jeweils als Gruppensieger sowie dem TSV Havelse und dem 1. FC Schweinfurt 05 jeweils als Gruppenzweiter der Aufstieg in die 2. Bundesliga.